# 美國鐳企業
美國鐳企業（英語：United States Radium Corporation）是一家從事國防工業的美國公司，在1917至1926年間，該公司於新泽西州奥兰治的營運曾引發了一陣勞工安全的抗爭運動。在成功地研發了能在黑暗中發光的放射性顏料後，美國鐳企業於第一次世界大战與第二次世界大战其間，主要為美国陆军生產可以發光的手錶與測量儀器。 然而，在生產的過程中，美國鐳企業刻意隱瞞放射元素對身體的危害， 許多工人因此攝入了過量的放射性元素，相繼得病、死亡（最有名的個案為鐳女郎事件），在1920年代後期，美國鐳企業也因此官司纏身。當時，是由律師Edward Markley擔任該公司的辯護人。

## 歷史
美國鐳企業的前身鐳發光材料有限公司（Radium Luminous Material Corporation）於1914年由 Dr. Sabin Arnold von Sochocky 與 Dr. George S. Willis 共同創立於纽约。該公司最初經營釩酸鉀鈾礦中提煉鈾元素的事業，之後才將業務轉移到製造並應用放射性發光顏料。往後幾年，該公司在紐華克、泽西市、奧蘭治等地區建了數家工廠。1921年8月，von Sochocky 卸任董事長，公司也改名成美國鐳企業。 奧蘭治的工廠在1917年到1926年間進行鐳的提取，一天可以有半噸的產量。  諾貝爾物理學獎得主维克托·赫斯在1921到1923年間，也曾經在美國鐳公司工作。
該公司出產的發光顏料「Undark」是镭和硫化锌的混合物，由於鐳的放射性質，會使硫化物產生螢光。在第一次世界大戰期間，由於含有發光塗料的手錶和飛機的需求驟增，美國鐳企業大幅地擴增營業規模。當時，替手錶錶面上發光漆的工作多是年輕女性負責，工場的管理人員甚至教導女工，可以用口水讓毛筆保持筆尖的細緻度。
當時，放射物質的危險性的認知並不普遍。1920年左右，與美國鐳公司相似的公司 Radium Dial Company 在芝加哥成立，並在不久之後將工場遷移至更靠近主客戶：Westclox Clock Company 的珀魯（伊利諾州）。後來有不少工人過世，鐳導致的健康風險也因此逐漸被認知，不過Radium Dial Company 直到1940年仍然持續錶面塗鐳的業務。
當時，美國鐳企業的管理人員與研發人員，在現場都有層層的防護措施：面罩、手套、隔絕屏幕等等，但是卻沒有給工人同等的防護。這些被蒙在鼓裡的女工，都不知道這些顏料具有強烈的放射性、並且會致癌。長期暴露在這樣的環境之下，很多女性都罹患了被稱作「镭毒颌炎」的疾病（一種會讓上下顎腫大並壞死），最後死亡。之後在1927年，這演變成一場對美國鐳公司提起的訴訟，當時挺身而出的女工被世人稱為「鐳女郎」。這項訴訟在1928年的秋天結案，不過美國鐳公司直到1947年才終止人工塗鐳的工作。
第一次世界大戰後，由於少了軍方合約，發光錶的需求也急遽地減少；1922年，在加丹加省發現了高品質的礦石，除了美國鐳企業和Standard Chemical Company，幾乎所有的供應商面臨了歇業危機。1927年，美國鐳企業整併了曼哈頓地區的營運，將奧蘭治的廠房出租，並賣出了其他地區的資產。但是，到了第二次世界大戰期間，發光錶的需求再度上升，至1942年，該公司雇用了約莫1000名的員工；到了1944年，在布魯斯堡、伯納茲維爾、Whippany、北好萊塢、紐約市等地區，引入鐳的開採、處理、應用設備。
戰後，則是另一段緊縮時期。不止是沒有了軍方合約，發光塗料也轉移至鉕的同位素與氚。除此之外，加拿大的鐳採集活動在1954年終止，提高了供應成本：同年，美國鐳企業緊縮了莫里斯敦、南中心小镇、東布魯斯堡地區的設備，在布魯斯堡繼續製造需要鐳、鍶-90、銫-137等發光塗料的物品，如錶面、樂器表面、甲板標誌等等。 1968年，該公司統一終止了鐳的加工處理業務，將重心轉移至核能，在紐約格蘭德島成立新公司Nuclear Radiation Development Corporation 。第二年，布魯斯堡工廠引進了新的設備，用以製造氚金屬箔、以及氚激活的自發光燈管， 也將目光聚焦在使用氚管製造發光的逃生口標示和飛機標誌。
自1979年起，美國鐳企業經歷的大幅度的組織再造。一家新的公司 Metreal, Inc. 成立，負責管理布魯斯堡廠房的資產；而製造與營運則完全轉交到幾家新的全資子公司：Safety Light Corporation、USR Chemical Products、USR Lighting、USR Metals、以及U.S. Natural Resources。1980年五月，美國鐳公司成立了控股公司USR Industries, Inc，並將自己併購進去。 而Safety Light Corporation 則陸續將管理權賣出，並在1982年拆分成獨立的事業體。 氚管製造發光的招牌也重新以「Isolite」為品牌，之後也成為了新的子公司，行銷和販售Safety Light Corporation的產品。
2005年，美国核能管理委员会拒絕續頒證照給布魯斯堡廠房，  不久之後，美国国家环境保护局透過超級基金將該處列入需矯正的國家優先清單之中。直到2007年底，所有廠房中的的氚活動才全部終止。

## 影響
1925年，艾塞克斯郡的驗屍官發表了一篇報告，報告指出這些女性吸收的放射性物質，是導致她們的骨頭病變、貧血、最終死亡的原因。
由於鐳造成的死亡與疾病，以及後續鐳女郎採取的司法動作，讓美國鐳企業在1927年關閉了在奧蘭治的工廠。這項訴訟在1928年的秋天結案，但在此之前已經有相當多的人因病死亡。 據稱該公司刻意拖延和解的時間，也導致了更多人的死亡。
1928年11月，美國鐳企業的創辦人、也是鐳塗料的發明者von Sochocky博士，由於長時間暴露在放射線的環境之下，死於再生不良性貧血，可說是「自己發明的受害者」。
這些受害者被輻射侵害的程度非常嚴重，透過盖革计数器，甚至在他們的墳墓中也能偵測到放射線。

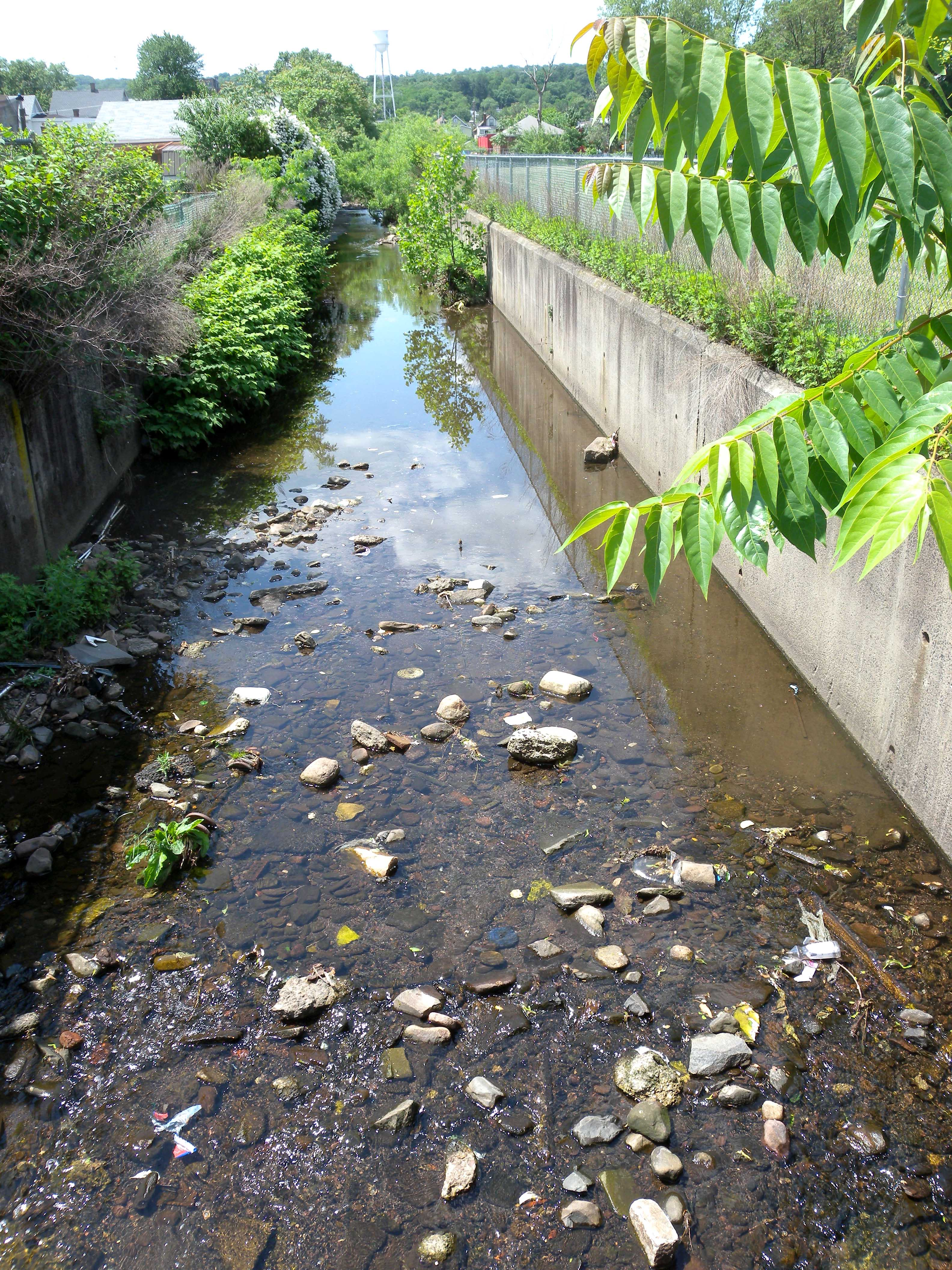
紐澤西的 Second River 流經工廠的舊址

這項訴訟也促成新的勞工安全法案，讓塗鐳的工人能有更完善的安全與訓練程序。雖然，鐳塗料在二戰期間仍被大量使用，直到1960年代晚期才全部停用，不過，自從法案修改過後，再也沒有工人因此遭遇工傷，可見像「鐳女郎」那樣的悲劇其實是可以輕易避免的。

## 超級基金污染場地
當時，美國鐳企業每天平均要處理1000磅的礦物，處理完的廢棄物也直接傾倒在原處。也因此，原地殘留的氡和輻射讓此處在1983年被美国国家环境保护局列入超級基金汙染場地。 1997年至2005年間，美国国家环境保护局用挖掘以及異地處置（off-site disposal）汙染物質的方式修復了廠房舊址，以及250個以上被汙染的的居家以及商業用地。 2009年，美國環保局結束了其長期運行的超級基金清理工作。

## 外部連結
- Radium dial painters, 1920–1926 （页面存档备份，存于）
- Radioluminescent Paint （页面存档备份，存于）, Oak Ridge Associated Universities
- Report on the US Radium site
- Radium Luminous Material Corporation stock certificate （页面存档备份，存于）

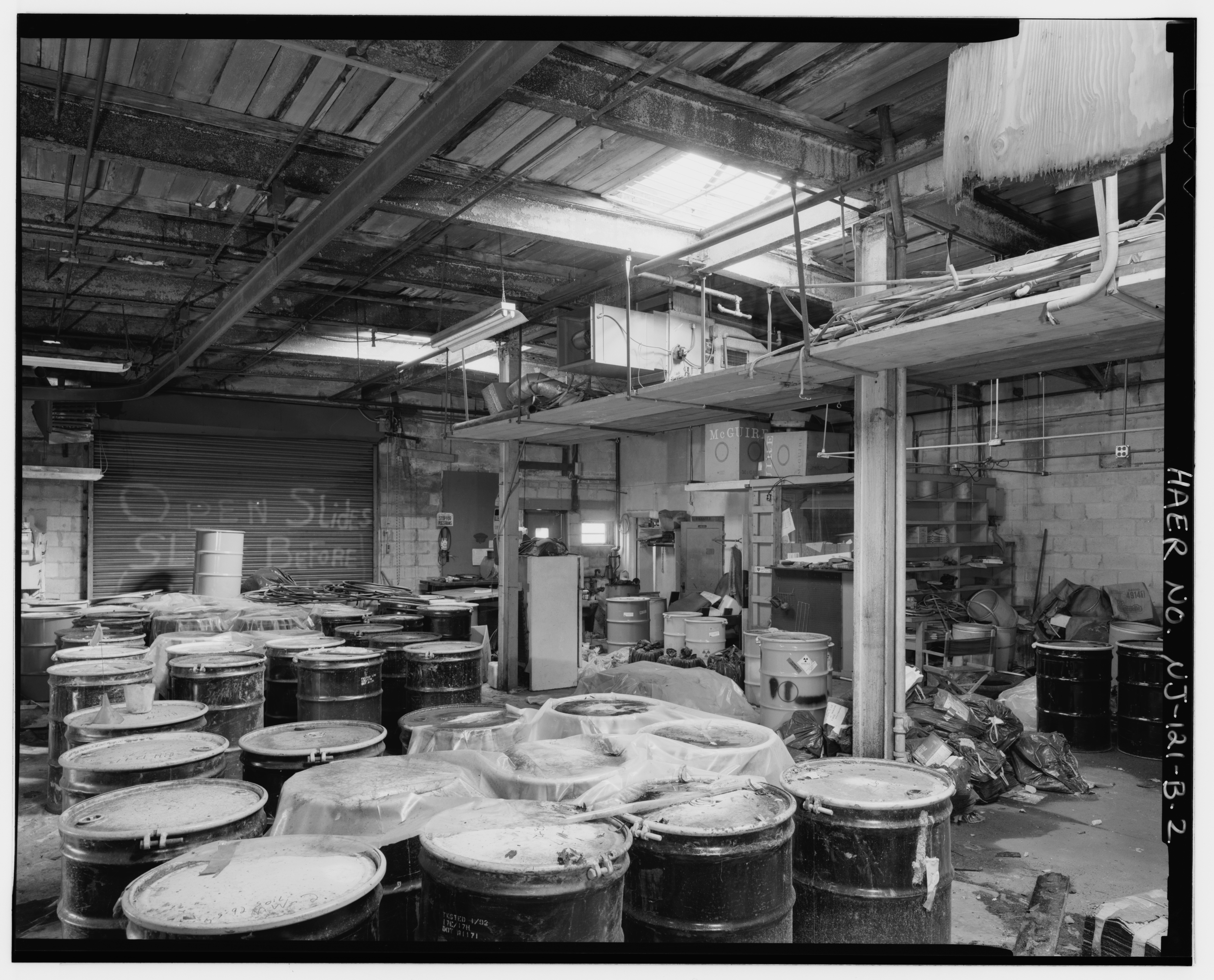
位於紐澤西奧蘭治的鐳結晶化實驗室

- United States Radium Corporation stock certificate （页面存档备份，存于）
- Historic American Engineering Record (HAER) No. NJ-121, "United States Radium Corporation, 422-432 Alden Street, Orange, Essex County, NJ", 3 photos, 98 data pages, 2 photo caption pages
- HAER No. NJ-121-A, "United States Radium Corporation, Paint Application Building", 8 photos, 16 data pages, 3 photo caption pages
- HAER No. NJ-121-B, "United States Radium Corporation, Radium Crystallization Laboratory", 2 photos, 14 data pages, 2 photo caption pages